# Adnan Hajj
Adnan Hajj – libański fotoreporter, przez dziesięć lat pracownik Agencji Informacyjnej Reuters.
W 2006 dokonał manipulacji co najmniej dwóch zdjęć z tak zwanego kryzysu izraelsko-libańskiego. Do zdjęcia panoramy płonącego Bejrutu z 5 sierpnia, Hajj dodał za pomocą programu graficznego Adobe Photoshop więcej dymu, a przy opisie zdjęcia z 7 sierpnia przedstawiającego izraelski samolot wystrzeliwujący ochronne flary, celowo zasugerował w podpisie fotografii, że samolot ten wystrzeliwuje rakiety na jedną z wiosek na południu Libanu oraz zmanipulował samo zdjęcie, robiąc z jednej smugi – trzy. Zdjęcia ukazały się w gazetach i portalach internetowych. Oszustwo odkryli internauci tworzący amerykańskie blogi polityczne. W konsekwencji Hajj został zwolniony z pracy dla Agencji Reutera, a 920 jego zdjęć zostało usuniętych z archiwum agencji.